# Hans-Dieter Tippenhauer
Hans-Dieter Tippenhauer (ur. 16 października 1943, zm. 1 kwietnia 2021 w Hamburgu) – niemiecki trener piłkarski.

## Kariera
Tippenhauer karierę rozpoczynał w 1978 roku w Fortunie Düsseldorf, grającej w Bundeslidze. Zadebiutował w niej 12 sierpnia 1978 roku w wygranym 3:1 meczu z Werderem Brema. W 1979 roku zdobył z Fortuną Puchar RFN. Dotarł z nią do także do finału Pucharu Zdobywców Pucharów, w którym Fortuna przegrała jednak z Barceloną. W Fortunie Tippenhauer pracował do października 1979 roku.
W tym samym miesiącu został szkoleniowcem Arminii Bielefeld, grającej w 2. Bundeslidze Nord. W 1980 roku awansował z nią do Bundesligi. W październiku tego samego roku przestał być trenerem Arminii.
W lutym 1983 roku Tippenhauer objął stanowisko trenera drugoligowego Bayeru Uerdingen. W tym samym roku wywalczył z nim awans do Bundesligi. Po tym sukcesie odszedł jednak z klubu. W październiku 1983 roku został szkoleniowcem pierwszoligowej Borussii Dortmund. Poprowadził ją w dwóch meczach Bundesligi: 4 listopada 1983 roku przeciwko VfL Bochum (1:1) i 12 listopada 1983 roku przeciwko Borussii Mönchengladbach (1:2). Borussię trenował do 15 listopada 1983 roku.